# The Gold Tour
The Gold Tour — гастрольный тур, который американский музыкант, автор песен и исполнитель Грейсон Ченс провёл в Азии в 2025 году. По состоянию на июнь 2025 года запланированы только концерты в Азии, однако ожидается, что тур станет мировым.
На момент объявления тура (концертов в ЮВА), последним студийным альбомом Ченса являлся Palladium (2022). Ченс неоднократно сообщал о работе над новым альбом в различных социальных сетях, однако никаких официальных объявлений о выходе нового альбома или о том, что тур будет проведён в поддержку новой пластинки, по состоянию на июнь 2025 года сделано не было.
Ченс объяснил выбранное название тура: «Я хотел назвать его The Gold Tour как дань уважения каждой главе моей карьеры и каждому сезону, который вы все мне помогли пережить. Я не уклоняюсь от чего-либо, а наоборот, принимаю всё, и я думаю, что сет-лист вас удивит.».
Промоутером концертов в Китае выступила компания Live Nation, промоутер концертов в других странах Азии — Banyak Bagus Entertainment.

## История
Изначально было объявлено о нескольких концертах музыканта в Китае. Позже из-за высокого спроса на билеты был добавлен ещё один концерт в Нанкине. В начале июня было объявлено о четырёх концертах в странах Юго-Восточной Азии, где у Ченса традиционно много поклонников — он неоднократно гастролировал в Индонезии и Филиппинах. Последнее выступление Ченса в Индонезии состоялось более шесть лет назад 27 июля 2019 года в рамках Portraits World Tour. В этом же году музыкант выступал и на Филиппинах.
У музыканта особые отношения с филиппинскими поклонниками: так, в 2012 году он провёл серию выступлений по филиппинским торговым центрам. В 2014 году он выпустил свой первый сольный внеальбомный сингл на песню «Thrilla In Manila» (приблиз. с англ. — «Захватывающе в Маниле»).
Поскольку данный тур не является продвижением конкретного [нового] студийного альбома, Ченс заявил, что «этот тур — празднование каждого альбома, который мы создали с вами вместе и всего через что мы прошли, а также мой шанс показать вам, что нас ждёт впереди».

## Музыканты
- Грейсон Ченс — вокал, клавишные
- Дэниель Лейп — гитара, синтезатор, ударные, перкуссия, компьютер

На концертах в Юго-Восточной Азии на разогреве будет выступать сингапурская автор песен и исполнительница Мила Би (англ. Mila Bea). Свою первую песню она написала в 11 лет, а в 16 уже выпустила первый сольный альбом. Би работает в стиле инди-поп и альт-рок.

## Даты концертов и места их проведения
На изначально запланированный концерт в Маниле VIP билеты были распроданы в течение нескольких часов после старта продаж. Остальные билеты на этот концерт были распроданы в течение последующих трёх дней. После этого Ченс объявил о том, что даст ещё один концерт в Маниле днём ранее. При этом музыкант пообещал, что сет-листы двух концертов будут существенно отличаться друг от друга.
- 6 октября — Шанхай,  Китай — Modern Sky Lab
- 8 октября — Нанкин,  Китай — 1701 Livehouse Max
- 10 октября — Шэньчжэнь,  Китай — SoFun Live
- 12 октября — Гуанчжоу,  Китай — 太空间Livehouse
- 15 октября — Пекин,  Китай — 福浪LIVEHOUSE-福
- 17 октября — Ухань,  Китай — Vox Livehouse
- 19 октября — Чэнду,  Китай — 福馆Full House
- 6 ноября — Бангкок,  Таиланд — Artspace Bantadthong — концерт отменён
- 7 ноября — Сан-Хуан[англ.], Манила,  Филиппины — Teatrino Promenade — дополнительный концерт
- 8 ноября — Сан-Хуан, Манила,  Филиппины — Teatrino Promenade[1] — распродан полностью
- 12 ноября — Сингапур,  Сингапур — Foo Chow Hall
- 14 ноября — Джакарта,  Индонезия — Aruba Hall